# Guillaume Raoux
Guillaume Raoux (Bagnols-sur-Cèze, 14 febbraio 1970) è un ex tennista francese.

## Carriera
Ottenne il suo best ranking in singolare l'8 giugno 1998 con la 35ª posizione mentre nel doppio divenne il 5 agosto 1996, il 35º del ranking ATP.
In singolare ha conquistato un titolo ATP, il Brisbane International superando in finale il danese Kenneth Carlsen, e sei titoli del circuito Challenger. In altre quattro occasioni ha raggiunto la finale di un torneo ATP uscendone sconfitto.
In carriera, in doppio, ha vinto quattro tornei del circuito ATP: il Jakarta Open, il South African Open, l'Open 13 e l'Ordina Open.
Ha fatto parte della squadra francese di Coppa Davis dal 1996 al 1999 con un bilancio di undici vittorie e due sconfitte. Nella finale della Coppa Davis 1996 ha portato, in coppia con Guy Forget contro Jonas Björkman e Nicklas Kulti, un punto decisivo alla sua selezione nella vittoria per 3-2 contro la Svezia.

## Statistiche

### Singolare

#### Vittorie (1)
| Legenda                                                      |
| Grande Slam (0)                                              |
| ATP Tour World Championships / Tennis Masters Cup (0)        |
| ATP Super 9 / Tennis Masters Series (0)                      |
| ATP Championships Series / ATP International Series Gold (0) |
| ATP World Series / ATP International Series (1)              |

| Numero | Data              | Torneo                           | Superficie  | Avversario in finale | Punteggio    |
| 1.     | 28 settembre 1992 | Brisbane International, Brisbane | Cemento (i) | Kenneth Carlsen      | 6-4, 7–6(10) |

| Legenda tornei minori |
| Challenger (6)        |
| Futures (0)           |

| Numero | Data              | Torneo                                | Superficie  | Avversario in finale | Punteggio     |
| 1.     | 27 marzo 1989     | Guadeloupe Challenger 1989, Guadalupa | Cemento     | Yahiya Doumbia       | 7-6, 4-6, 7-6 |
| 2.     | 5 marzo 1990      | Martinique Challenger 1990, Martinica | Cemento     | Robbie Weiss         | 3-6, 6-3, 6-3 |
| 3.     | 17 settembre 1990 | Dijon Challenger 1990, Digione        | Sintetico   | Henrik Holm          | 2-6, 6-4, 6-4 |
| 4.     | 10 agosto 1992    | Open Castilla y León 1992, Segovia    | Cemento     | Jörn Renzenbrink     | 7-6, 7-6      |
| 5.     | 13 novembre 1995  | Nantes Challenger 1995, Nantes        | Cemento (i) | Jeff Tarango         | 6-2, 7-5      |
| 6.     | 21 ottobre 1996   | Brest Challenger 1996, Brest          | Cemento (i) | Karol Kučera         | 6-4, 4-6, 6-1 |

#### Sconfitte in finale (4)
| Numero | Data            | Torneo                               | Superficie    | Avversario in finale | Punteggio   |
| 1.     | 4 novembre 1991 | Birmingham Open, Birmingham          | Sintetico (i) | Michael Chang        | 3-6, 2-6    |
| 2.     | 13 marzo 1995   | St. Petersburg Open, San Pietroburgo | Sintetico (i) | Evgenij Kafel'nikov  | 2-6, 2-6    |
| 3.     | 3 aprile 1995   | South African Open, Johannesburg     | Cemento       | Martin Sinner        | 1-6, 4-6    |
| 4.     | 16 giugno 1997  | Ordina Open, Rosmalen                | Erba          | Richard Krajicek     | 4-6, 6(7)–7 |

### Doppio

#### Vittorie (4)
| Legenda                                                      |
| Grande Slam (0)                                              |
| ATP Tour World Championships / Tennis Masters Cup (0)        |
| ATP Super 9 / Tennis Masters Series (0)                      |
| ATP Championships Series / ATP International Series Gold (0) |
| ATP World Series / ATP International Series (4)              |

| Numero | Data             | Torneo                           | Superficie  | Compagno               | Avversari in finale         | Punteggio     |
| 1.     | 11 gennaio 1993  | Jakarta Open, Giacarta           | Cemento     | Diego Nargiso          | Jacco Eltingh Paul Haarhuis | 7-6, 6-7, 6-3 |
| 2.     | 3 aprile 1995    | South African Open, Johannesburg | Cemento     | Rodolphe Gilbert       | Martin Sinner Joost Winnink | 6-4, 3-6, 6-3 |
| 3.     | 12 febbraio 1996 | Open 13, Marsiglia               | Cemento (i) | Jean-Philippe Fleurian | Marius Barnard Peter Nyborg | 6-3, 6-2      |
| 4.     | 15 giugno 1998   | Ordina Open, 's-Hertogenbosch    | Erba        | Jan Siemerink          | Joshua Eagle Andrew Florent | 6-3, 3-6, 6-1 |

| Legenda tornei minori |
| Challenger (4)        |
| Futures (0)           |

| Numero | Data             | Torneo                                | Superficie    | Compagno         | Avversari in finale         | Punteggio     |
| 1.     | 5 marzo 1990     | Martinique Challenger 1990, Martinica | Cemento       | Olivier Delaître | Todd Nelson Roger Smith     | 6-3, 7-5      |
| 2.     | 14 novembre 1994 | Nantes Challenger 1994, Nantes        | Sintetico (i) | Olivier Delaître | Dick Norman Greg Rusedski   | 6-4, 7-6      |
| 3.     | 7 agosto 1995    | Open Castilla y León 1995, Segovia    | Cemento       | Rodolphe Gilbert | Sergio Casal Emilio Sánchez | 6-4, 6-3      |
| 4.     | 23 ottobre 1995  | Brest Challenger 1994, Brest          | Cemento (i)   | Olivier Delaître | Kent Kinnear Dave Randall   | 7-5, 6-7, 6-4 |

#### Sconfitte in finale (3)
| Numero | Data              | Torneo                                   | Superficie    | Compagno         | Avversari in finale         | Punteggio     |
| 1.     | 12 settembre 1994 | ATP Bordeaux, Bordeaux                   | Cemento       | Diego Nargiso    | Olivier Delaître Guy Forget | 2-6, 6-2, 5-7 |
| 2.     | 6 marzo 1995      | Copenaghen Open, Copenaghen              | Sintetico (i) | Greg Rusedski    | Mark Keil Peter Nyborg      | 7-6, 4-6, 6-7 |
| 3.     | 14 ottobre 1996   | Grand Prix de Tennis de Toulouse, Tolosa | Cemento (i)   | Olivier Delaître | Jacco Eltingh Paul Haarhuis | 2-6, 6-2, 3-6 |